# Cruising with Ruben & the Jets
Cruising with Ruben & the Jets (рус. Путешествуя с Рубенсом и самолётами) — четвёртый студийный альбом группы The Mothers of Invention Фрэнка Заппы, выпущен 2 декабря 1968 года студиями Bizarre и Verve. Впоследствии Заппой на этот альбом был сделан ремикс.

## Об альбоме
Альбом Cruising with Ruben & the Jets состоит из ду-воп- и рок-н-ролльных песен, пародирующих стилистику 1950-х годов. Рэй Коллинз, временно покинувший группу при записи предыдущего альбома вернулся, чтобы помочь группе записать классические стандарты рок-н-ролла (окончательно ушёл из The Mothers of Invention в августе 1968 года).
The Jets — вымышленная ду-воп группа, по концепции исполняющая песни из данного альбома, а Рубен Сано (Ruben Sano) — её лидер. На обложке, сделанной Кэлом Шенкелем в комиксном стиле, участники вымышленной группы изображены в виде антропоморфных животных, в них узнаются участники The Mothers of Invention.
Альбом был задуман как часть проекта под названием No Commercial Potential, в рамках которого The Mothers of Invention выпустила три альбома: Lumpy Gravy (сольный альбом Фрэнка Заппы), We’re Only in It for the Money и Uncle Meat.
Альбом и его синглы стали достаточно успешными в американском радиоэфире благодаря стилю ду-воп. Позднее, в начале 1970-х годов, под влиянием альбома возникла реальная группа Ruben and the Jets.

## Список композиций
1. Cheap Thrills — 2:23
2. Love of My Life — 3:10
3. How Could I Be Such a Fool — 3:35
4. Deseri — 2:07
5. I’m Not Satisfied — 4:03
6. Jelly Roll Gum Drop — 2:20
7. Anything — 3:04
8. Later That Night — 3:06
9. You Didn’t Try to Call Me — 3:57
10. Fountain of Love — 3:01
11. No. No. No. — 2:29
12. Anyway the Wind Blows — 2:58
13. Stuff Up the Cracks — 4:35

## Участники записи
Музыканты:
- Фрэнк Заппа — гитара, клавишные, шумы, вокал, бас-гитара, ударные
- Джимми Карл Блэк — гитара, перкуссия, ударные, ритм-гитара
- Рэй Коллинз — гитара, вокал
- Рой Эстрада — акустическая бас-гитара, бас-гитара, шумы, вокал
- Банк Гарднер — альт-саксофон, тенор-саксофон
- Дон Престон — бас-гитара, пианино, клавишные
- Евклид Джеймс Шервуд — баритон-саксофон, тамбурин, гитара, вокал, духовые
- Арт Трипп — ударные, перкуссия
- Иэн Андервуд — гитара, пианино, клавишные, альт-саксофон, тенор-саксофон, духовые

Технический персонал:
- Фрэнк Заппа — продюсер
- Дик Кунк — звукорежиссёр
- Кэл Шенкель — обложка и художественное оформление